# 海匯大廈
海匯大廈（英語：Harrow Mansion），是位於香港島南區香港仔大道的單幢住宅，樓高共22層，僅設20伙住宅，由3樓-22樓，每層只設一伙，私隱度極高。
海匯大廈亦是香港罕有的999年地契，物業免繳地租，業權近乎永久擁有。地契年期由1860年12月26日起計999年
物業分為住宅及商業部分，各有入口，住宅入口設於香港仔舊大街，商舖入口設於香港仔大道

## 999年地契
海匯大廈的地契直至2859年12月，所以海匯大廈的業主在2859年12月前也無須繳付地租，期內亦不存在補地價問題及不受2047年香港前途問題土地契約續期影響。換言之，此大廈地契比香港普遍2047年到期的地契長超過812年。亦比香港現行賣地絕大多數50年期限多出超過700年。

## 私家電梯大堂
由於每層只有1伙，因此每戶獨享電梯大堂。電梯連接每層大堂僅供該戶使用。
相關設計於香港物業極有罕有，同區類似設計的有豪宅南灣1座、2座、南區左岸。而且海匯大廈是每層只設1伙，所以比南灣及南區左岸每層2伙設計分間而成的「私家電梯大堂」。海匯大廈每層電梯大堂更具私隱，因此海匯大廈每層享有真正私家電梯大堂。

## 間隔
全部住宅物業全屬3房設計，並設有露台，窗台，單位正門及設於廚房的後門。相關設計普遍只存在於傳統豪宅。

## 交通
海匯大廈交通非常便捷，前臨公眾停車場，另外住客亦可依靠巴士及專線小巴服務往返香港九龍新界各區，此外，在香港仔海濱公園亦有渡輪來往香港仔、南丫島、蒲台島、海洋公園大樹灣碼頭、鴨脷洲大街等地。

## 鄰近物業
- 澄天
- 香港仔中心
- 利港中心
- 南灣御園

## 鄰近地標
- 香港仔浸信會
- 香港仔天后古廟
- 嘉諾撒培德學校

## 外部連結
屋苑專頁-海匯大廈